# Francesco Manuel Bongiorno
Francesco Manuel Bongiorno (* 1. September 1990 in Reggio Calabria) ist ein ehemaliger italienischer Straßenradrennfahrer.

## Sportlicher Werdegang
Francesco Manuel Bongiorno gewann 2008 in der Juniorenklasse eine Etappe und die Gesamtwertung bei Tre Ciclistica Bresciana, sowie eine Etappe beim Giro della Lunigiana. 2010 gewann er die Ruota d’Oro und die Coppa Placci, die ohne UCI-Status ausgetragen wurde. In der Saison 2012 gewann Bongiorno den Gran Premio Palio del Recioto, eine Etappe bei Toscana-Terra di Ciclismo und er wurde italienischer Meister im Straßenrennen der U23-Klasse. Von 2013 bis 2016 fuhr er für das Professional Continental Team Bardiani Valvole-CSF Inox. Insgesamt nahm er für das Team viermal am Giro d’Italia teil, 2014 und 2015 verpasste er als Etappendritter bzw. Etappenzweiter nur knapp einen Etappensieg bei einer Grand Tour.
Nachdem Bongiorno 2017 nur auf kontinentaler Ebene fuhr und 2018 gar keine internationalen Rennen bestritt, kehrte er 2019 mit dem Team Neri Sottoli Selle Italia KTM als Radprofi zurück. In den zwei Jahren im Team blieb er ohne zählbare Erfolge. Wertvollstes Ergebnis war der zehnte Gesamtrang bei der Tour de Langkawi 2020.
In die Saison 2021 startete Bongiorno mit dem Team Global 6 Cycling, jedoch beendete er im Mai im Alter von 30 Jahren seine Karriere als Radrennfahrer.

## Erfolge
2010
- Ruota d’Oro

2012
- Gran Premio Palio del Recioto
- eine Etappe Toscana-Terra di Ciclismo
- Italienischer Meister – Straßenrennen (U23)

2014
- eine Etappe Slowenien-Rundfahrt

2017
- Gesamtwertung und eine Etappe Tour of Albania

## Grand Tours-Platzierungen
| Grand Tour            | 2013 | 2014 | 2015 | 2016 |
| --------------------- | ---- | ---- | ---- | ---- |
| Giro d’ItaliaGiro     | 71   | 59   | 60   | 109  |
| Tour de FranceTour    | –    | –    | –    | –    |
| Vuelta a EspañaVuelta | –    | –    | –    | –    |